# Werner von Siemens
Ernst Werner von Siemens (ur. 13 grudnia 1816 w Lenthe – obecnie część Gehrden koło Hanoweru, zm. 6 grudnia 1892 w Berlinie) – niemiecki wynalazca i konstruktor w dziedzinie elektrotechniki.

## Życiorys
Studiował w Lubece, a następnie w Akademii Wojskowej w Berlinie, po jej ukończeniu pracował dla armii pruskiej (do 1848).
Wynalazł synchroniczno-współfazowy aparat telegraficzny, budował linie telegraficzne. 12 października 1847, razem z J.G. Halske, założyli firmę Zakład Budowy Telegrafów Siemens & Halske, obecnie Siemens AG.
Od 1874 był członkiem Akademii Nauk w Berlinie.
W 1866 wynalazł samowzbudną prądnicę prądu stałego, w 1879 zbudował pierwszy model lokomotywy elektrycznej, a także elektryczną windę (w 1880) i tramwaj elektryczny. W 1882 zaprezentował pierwszy na świecie model trolejbusu o nazwie Elektromote.
Od jego nazwiska pochodzi nazwa jednostki przewodności elektrycznej właściwej w układzie SI – simens.

## Rodzina

### Bracia
- Carl Wilhelm von Siemens (1823-1883)
- Carl Heinrich von Siemens (1829-1906)
- Ulrich von Siemens (1830-1903)

### Synowie
- Arnold von Siemens (1853-1918)
- Wilhelm von Siemens (1855-1919)
- Carl Friedrich von Siemens (1872-1941)